# یوهان (ژاپن)
یوهان (به ژاپنی: 雄藩 ゆうはん) در تاریخ ژاپن در دوره ادو به چند هان (ژاپن) (قلمروی) قدرتمند از نظر اقتصادی و سیاسی در کشور ژاپن گفته می‌شد. در ابتدا قلمروهایی که از نظر تولید برنج و معادن طلا و فلزات غنی بودند یوهان شناخته می‌شدند اما بعدها با انجام اصلاحات برخی از قلمروها به توسعه و پیشرفت دست یافتند و چنین عواملی بیش از قدرت اقتصادی در پرقدرت شدن یک قلمرو مؤثر دانسته می‌شد.
در اواخر دوره ادو (باکوماتسو) چندین گروه از بهم پیوستن قلمروهای قدرتمند یا یوهان تشکیل شده بود.
- ساچودوهی (薩長土肥)- قلمروی ساتسوما (سا)، قلمروی چوشو (چو)، قلمروی توسا (دو) و قلمروی هیزن (هی)
- مجمع سانیو (参預会議) - قلمروی ساتسوما، قلمروی فوکوئی (قلمروی اچیزن)، قلمروی توسا، قلمروی اواجیما، قلمروی آیزو، قلمروی فوکوئوکا و قلمروی کوماموتو (خاندان هیتوتسوباشی توکوگاوا بعدها افزوده شد)
- مجمع شیکو (四侯会議) سال ۱۸۶۷ - قلمروی ساتسوما، قلمروی فوکوئی (قلمروی اچیزن)، قلمروی توسا، قلمروی اواجیما

همچنین به علت قدرت بیان قوی در سیاست توکوگاوا یوشینوبو برخاسته از خاندان میتو- توکوگاوا از قلمروی میتو نیز به اعضای مجمع سانیو افزوده شد.